# Greg Kihn Band
The Greg Kihn Band é uma banda estadunidense liderada por Greg Kihn e pelo baixista Steve Wright. Seus mais famosos sucessos incluem "The Breakup Song (They Don't Write 'Em)" (Billboard Hot 100 #15) e "Jeopardy" (Billboard Hot 100 #2). O estilo musical do grupo é descrito como rock, pop rock e power pop.
A banda é famosa também por ter sido a primeira banda do guitarrista virtuoso estadunidense Joe Satriani.

## Discografia

### Álbuns
| Year | Album                                        | US Top 200 |
| ---- | -------------------------------------------- | ---------- |
| 1976 | Greg Kihn Band                               | —          |
| 1977 | Greg Kihn Again                              | —          |
| 1978 | Next of Kihn                                 | 145        |
| 1979 | With the Naked Eye                           | 114        |
| 1980 | Glass House Rock                             | 167        |
| 1981 | Rockihnroll                                  | 32         |
| 1982 | Kihntinued                                   | 33         |
| 1983 | Kihnspiracy                                  | 15         |
| 1984 | Kihntagious                                  | 121        |
| 1985 | Citizen Kihn                                 | 51         |
| 1986 | Love and Rock & Roll                         | —          |
| 1991 | Unkihntrollable (Greg Kihn Live)             | —          |
| 1992 | Kihn of Hearts                               | —          |
| 1994 | Mutiny                                       | —          |
| 1996 | King Biscuit Flower Hour                     | —          |
| 1996 | Horror Show                                  | —          |
| 2000 | True Kihnfessions                            | —          |
| 2004 | Jeopardy                                     | —          |
| 2006 | Greg Kihn Live, Featuring Ry Kihn            | —          |
| 2011 | Kihnplete (Post Beserkley Records)           | —          |
| 2012 | Greg Kihn Band: Best of Beserkley, 1974-1985 | —          |

### Singles

#### Paradas Musicais
| Ano  | Canção                                    | US Hot 100 | US M.S.R. | US Dance | UK singles | Álbum                |
| ---- | ----------------------------------------- | ---------- | --------- | -------- | ---------- | -------------------- |
| 1978 | "Remember"                                | 105        | -         | -        | -          | Next of Kihn         |
| 1981 | "The Breakup Song (They Don't Write 'Em)" | 15         | 5         | -        | -          | Rockihnroll          |
| 1981 | "Sheila"                                  | 102        | 39        | -        | -          | Rockihnroll          |
| 1981 | "The Girl Most Likely"                    | 104        | 57        | -        | -          | Rockihnroll          |
| 1982 | "Testify"                                 | -          | 5         | -        | -          | Kihntinued           |
| 1982 | "Happy Man"                               | 62         | 30        | -        | -          | Kihntinued           |
| 1983 | "Jeopardy"                                | 2          | 5         | 1        | 63         | Kihnspiracy          |
| 1983 | "Love Never Fails"                        | 59         | -         | -        | -          | Kihnspiracy          |
| 1984 | "Reunited"                                | 101        | 9         | -        | -          | Kihntagious          |
| 1984 | "Rock"                                    | 107        | -         | -        | -          | Kihntagious          |
| 1985 | "Lucky"                                   | 30         | 24        | 16       | -          | Citizen Kihn         |
| 1985 | "Boys Won't (Leave The Girls Alone)"      | 110        | -         | -        | -          | Citizen Kihn         |
| 1986 | "Love and Rock & Roll"                    | 92         | -         | -        | -          | Love and Rock & Roll |

#### Videoclipes
| Ano  | Video                  | Diretor |
| ---- | ---------------------- | ------- |
| 1981 | "The Breakup Song"     |         |
| 1983 | "Jeopardy"             | Joe Dea |
| 1986 | "Love and Rock & Roll" |         |

## Membros

### Atuais
- Greg Kihn - vocais, guitarra
- Robert Barry - baixo
- Ry Kihn - guitarra
- Dave Danza - baterias
- Dave Medd - teclados

### Ex-integrantes
- Steve Wright - baixo
- Joe Satriani - guitarras
- Dave Carpender - guitarra rítmica
- Gary Phillips - teclado
- Larry Lynch - bateria
- Greg Douglass - guitarra
- Robbie Dunbar - guitarra
- Dennis Murphy - baixo